# Marguerite Churchill
Marguerite Churchill (26 de diciembre de 1910 - 9 de enero de 2000) fue una actriz cinematográfica estadounidense, con una carrera que abarcó desde 1929 a 1952.

## Biografía
Nacida en Kansas City (Misuri), su padre era un productor propietario de una cadena de teatros, aunque falleció cuando la actriz tenía diez años de edad. Ella fue educada en Nueva York, en la Professional Children's School y en la Theatre Guild Dramatic School. Como actriz teatral fue aplaudida en el circuito de Broadway cuando solo tenía dieciséis años de edad. Un miembro de la Compañía Fox la vio actuar y le ofreció un contrato gracias al cual en poco tiempo pudo trabajar en el cine con el film The Diplomats (1929).
Como actriz cinematográfica hizo primeros papeles junto a John Wayne en The Big Trail (1930), el primer trabajo como protagonista del actor, y en Girls Demand Excitement (1931). Otros actores con los que trabajó fueron: Spencer Tracy en Quick Millions (1931); Will Rogers en Ambassador Bill (1931); Warner Oland en Charlie Chan Carries On (1931); George O'Brien en Riders of the Purple Sage (1931); Charles Farrell en Girl Without a Room (1933); Ralph Bellamy en The Final Hour (1936); y Boris Karloff en Los muertos andan (1936).
Churchill actuó en más de 25 filmes y se casó con el que había sido su coprotagonista, el actor George O'Brien, el 15 de julio de 1933. La pareja se divorció en 1948. Tuvieron tres hijos, uno de ellos el novelista Darcy O'Brien. Su hija Orin O'Brien tocó el contrabajo para la Orquesta Filarmónica de Nueva York desde 1966. Un tercer hijo, Brian, falleció siendo un niño en 1934.
Tras divorciarse de O'Brien, Churchill actuó en una película y en unas pocas obras televisivas. En 1954 anunció que mantenía una relación sentimental con Peter Ganine, un escultor, y no se sabe si la pareja llegó a casarse.
En 1960 se mudó a Roma, Italia, y en 1970 a Lisboa, Portugal. En la década de 1990 volvió a los Estados Unidos para vivir cerca de su hijo Darcy, que falleció dos años antes que ella.
Marguerite Churchill falleció en el año 2000 en Broken Arrow (Oklahoma), por causas naturales. Tenía 89 años de edad.

## Selección de su filmografía
- They Had to See Paris (1929)
- The Valiant (1929), film de debut de Paul Muni.
- Born Reckless (1930)
- The Big Trail (1930)
- Girl Without a Room (1933)
- La hija de Drácula (1936)
- Los muertos andan (1936)